# Lorna (film)
(Il predicatore, all'inizio del film)
Lorna è un film del 1964, diretto da Russ Meyer.
È il primo film del cosiddetto "periodo del bianco e nero gotico", che Meyer attraversò tra il 1964 e il 1966, dirigendo una serie di film ispirati ai racconti di Erskine Caldwell e di John Steinbeck, ambientati nel profondo Sud statunitense. Lorna è un dramma rurale, girato da Meyer senza le esagerazioni visive e violente che saranno presenti nei suoi successivi film (a partire da Vixen).
Il film fu influenzato dal neorealismo italiano, e soprattutto da Riso amaro, di Giuseppe De Santis. «C'era una scena che mi colpì molto, cioè quella in cui si vede Silvana Mangano con i pantaloncini succinti in un campo di riso. Ho pensato di raccontare una storia simile, arricchendola con una morale di stampo biblico» dichiarò il regista, che in un'altra intervista aggiunse: «L'unica ragione per cui ho girato in bianco e nero è che mancavano i soldi per girare a colori».

## Trama
Un predicatore immobile in mezzo a una strada si rivolge agli spettatori rievocando le vicende di Sodoma e Gomorra. Luther e Jonah, due squallidi individui, incontrano per caso Ruthie, la seguono fino a casa, dove Luther vi s'introduce aggredendola, mentre Jonah osserva dalla finestra. Lorna è una ragazza sessualmente insoddisfatta, sposata da un anno con Jim, ragazzo gentile che la tratta con un'adorazione fredda e incolore. I due abitano in un misero posto di provincia. Rimasta sola in casa, mentre il marito è al lavoro come operaio (i suoi compagni di lavoro sono Luther e Jonah), Lorna esce a bagnarsi sulla riva del fiume.
Un rapinatore omicida evade dal carcere e assale Lorna, facendole scoprire l'appagamento sessuale. Tornata a casa, la donna ospita l'evaso ed esce a comprargli del cibo. Al lavoro Luther e Jonah, discutendo con Jim, gli insinuano il dubbio che Lorna lo tradisca, rimanendo sempre sola, ma Jim non crede loro, anzi, s'azzuffa con Luther. Riaccompagnato Jim a casa, Luther confessa a Lorna d'essersi comportato slealmente col marito, per gelosia e invidia. Ma mentre Jim sta per entrare in casa, l'evaso esce e l'assale brandendo un'ascia: nella lotta che segue, Lorna muore insieme all'amante, dopo che la Morte è apparsa su una collina.

## Produzione
Il budget del film fu di 60.000 dollari. Il film fu girato con una troupe ristretta, sotto il completo controllo di Meyer, che oltre alla regia si occupò anche della fotografia, del montaggio, della produzione e della distribuzione. Negli anni successivi il regista manterrà questo completo controllo in quasi tutte le sue opere.

### Riprese
Il film fu girato in California, in soli 10 giorni, nel settembre 1963.

### Cast

Lorna Maitland in una scena del film

Lorna è interpretata da Lorna Maitland, all'epoca ventenne. Fu una delle 132 donne che si presentarono al provino, dopo aver letto un annuncio sul Daily Variety. La Maitland era incinta di tre mesi. Meyer la scelse durante il provino, rimanendo colpito dai suoi seni prosperosi. «Quando ho visto che non rispondevano alla forza di gravità e rimanevano su, immediatamente ho pensato: "Incassi!"» disse il regista.
Il predicatore presente nel prologo del film è James Griffith, che scrisse il film in quattro giorni.

## Accoglienza
Lorna ebbe un discreto successo di pubblico, e anche di critica. Un critico affibbiò al regista il soprannome di "Truffaut del Tennessee", cosa che lo divertiva molto.

## Stile
Lorna rappresentò una novità assoluta per Meyer, che introdusse nel film elementi che ricorreranno nella sua successiva filmografia:
1. ambienti naturali e scenari campestri;
2. tempi di riprese ridotti;
3. predilezione per il bianco e nero;
4. tempi ridotti anche per quanto riguarda la sceneggiatura.[2]

## Collegamenti ad altre pellicole
- In Mondo Topless, documentario diretto da Meyer nel 1966, è presente il provino di Lorna Maitland per il film.
- In Il porno shop della settima strada, diretto da Joe D'Amato nel 1979, la protagonista femminile si chiama Lorna.

## Slogan promozionali
- «Too Much For One Man!»;
«Troppo per un solo uomo!»;
- «Introducing Lorna Maitland... incredibly voluptuos»;
«Con Lorna Maitland... incredibilmente voluttuosa».